# Грачевка (Ульяновская область)
Грачевка — деревня в Вешкаймском районе Ульяновской области России. Входит в состав Ермоловского сельского поселения.

## География
Деревня находится в северо-западной части Ульяновской области, в лесостепной зоне, в пределах Приволжской возвышенности, к востоку от реки Шарловки, на расстоянии примерно 17 километров (по прямой) к юго-западу от Вешкаймы, административного центра района. Абсолютная высота — 228 метров над уровнем моря.
Климат
Климат характеризуется как умеренно континентальный, с тёплым летом и умеренно холодной зимой. Средняя температура воздуха самого тёплого месяца (июля) — 20,4 °C (абсолютный максимум — 38 °C); самого холодного (января) — −14 °C (абсолютный минимум — −48 °C). Среднегодовое количество атмосферных осадков составляет 395—521 мм. Снежный покров образуется в конце ноября и держится в течение 128 дней.
Часовой пояс
Деревня Грачевка, как и вся Ульяновская область, находится в часовой зоне МСК+1. Смещение применяемого времени относительно UTC составляет +4:00.

## История
Уже существовала в 1903 году. Т к в ЗАГС есть свидетельства о рождении детей в деревни Грачевка.Возникла в 1920-х гг. Названа по фамилии первых поселенцев.
В 1926 г. в д. Грачёвке насчитывался 61 двор с населением 322 человека.
В начале 1930-х гг. здесь был создан свой колхоз, впоследствии вошедший в состав колхоза имени Калинина в с. Ермоловка. 
В годы Великой Отечественной войны 20 местных уроженцев погибли.
В послевоенные годы деревня входила в состав ермоловского колхоза имени Калинина.

## Население
| 2010 |
| ---- |
| 18   |

Национальный состав
Согласно результатам переписи 2002 года, в национальной структуре населения русские составляли 95 % из 19 чел.